# 佩里頓 (德克薩斯州)
佩里頓（英語：Perryton）是一個位於美國德克薩斯州奧希爾特里縣的城市。根據2010年美國人口普查，該地共人口8802人，而該地的面積約為11.50平方千米。同時該地也是奧希爾特里縣的縣治。

## 地理
佩里頓的座標為36°23′30″N 100°48′02″W / 36.39167°N 100.80056°W，而該地的平均海拔高度為896米（即2940英尺）。